# باول سايكس
باول سايكس (بالإنجليزية: Paul Sykes)‏ هو شخصية أعمال بريطاني، ولد في 30 مايو 1943 في بارنسلي في المملكة المتحدة.